# Éliminatoires du Championnat d'Europe de football 1996, groupe 4
Cet article donne le calendrier, les résultats des matches ainsi que le classement du groupe 4 des éliminatoires de l'Euro 1996.

## Classement
| Rang | Équipe   | Pts | J  | G | N | P  | Bp | Bc | Diff |  | Résultats (▼ dom., ► ext.) |     |     |     |     |     |     |
| ---- | -------- | --- | -- | - | - | -- | -- | -- | ---- |  | -------------------------- | --- | --- | --- | --- | --- | --- |
| 1    | Croatie  | 23  | 10 | 7 | 2 | 1  | 22 | 5  | +17  |  | Croatie                    |     | 1-1 | 2-0 | 4-0 | 2-0 | 7-1 |
| 2    | Italie   | 23  | 10 | 7 | 2 | 1  | 20 | 6  | +14  |  | Italie                     | 1-2 |     | 4-0 | 3-1 | 1-0 | 4-1 |
| 3    | Lituanie | 16  | 10 | 5 | 1 | 4  | 13 | 12 | +1   |  | Lituanie                   | 0-0 | 0-1 |     | 1-3 | 2-1 | 5-0 |
| 4    | Ukraine  | 13  | 10 | 4 | 1 | 5  | 11 | 15 | -4   |  | Ukraine                    | 1-0 | 0-2 | 0-2 |     | 2-1 | 3-0 |
| 5    | Slovénie | 11  | 10 | 3 | 2 | 5  | 13 | 13 | 0    |  | Slovénie                   | 1-2 | 1-1 | 1-2 | 3-2 |     | 3-0 |
| 6    | Estonie  | 0   | 10 | 0 | 0 | 10 | 3  | 31 | -28  |  | Estonie                    | 0-2 | 0-2 | 0-1 | 0-1 | 1-3 |     |

## Résultats et calendrier
| 4 septembre 1994 | Estonie | 0 - 2 | Croatie       | Stade de Kadrioru, Talinn                     |                                               |
|                  |         |       | Šuker 44e 72e | Spectateurs : 1 215 Arbitrage : Václav Krondl | Spectateurs : 1 215 Arbitrage : Václav Krondl |

| 7 septembre 1994 | Slovénie   | 1 - 1 | Italie         | Stadion Ljudski vrt, Maribor                    |                                                 |
|                  | Udovič 16e |       | 19e Costacurta | Spectateurs : 5 200 Arbitrage : Bernd Heynemann | Spectateurs : 5 200 Arbitrage : Bernd Heynemann |

| 7 septembre 1994 | Ukraine | 0 - 2 | Lituanie                             | Stade olympique, Kiev                        |                                              |
|                  |         |       | 53e Ivanauskas · 61e Skarbalius (en) | Spectateurs : 25 000 Arbitrage : Bo Karlsson | Spectateurs : 25 000 Arbitrage : Bo Karlsson |

| 8 octobre 1994 | Estonie | 0 - 2 | Italie                      | Stade de Kadrioru, Talinn                     |                                               |
|                |         |       | 20e Panucci · 77e Casiraghi | Spectateurs : 3 850 Arbitrage : Werner Müller | Spectateurs : 3 850 Arbitrage : Werner Müller |

| 9 octobre 1994 | Croatie                  | 2 - 0 | Lituanie | Stade Maksimir, Zagreb                        |                                               |
|                | Jerkan 58e · Kozniku 81e |       |          | Spectateurs : 7 515 Arbitrage : Alfred Wieser | Spectateurs : 7 515 Arbitrage : Alfred Wieser |

| 9 octobre 1994 | Ukraine | 0 - 0 | Slovénie | Stade olympique, Kiev                         |
|                |         |       |          | Spectateurs : 8 500 Arbitrage : Atanas Uzunov |

| 13 novembre 1994 | Ukraine                                       | 3 - 0 | Estonie | Stade olympique, Kiev                           |                                                 |
|                  | Konovalov 29e · Kirs 44e (csc) · Huseynov 72e |       |         | Spectateurs : 4 000 Arbitrage : Léon Schellings | Spectateurs : 4 000 Arbitrage : Léon Schellings |

| 16 novembre 1994 | Italie        | 1 - 2 | Croatie       | Stade Renzo-Barbera, Palerme                  |                                               |
|                  | D. Baggio 90e |       | 32e 60e Šuker | Spectateurs : 33 570 Arbitrage : Joël Quiniou | Spectateurs : 33 570 Arbitrage : Joël Quiniou |

| 16 novembre 1994 | Slovénie    | 1 - 2 | Lituanie                        | Stadion Ljudski vrt, Maribor                 |                                              |
|                  | Zahovič 55e |       | 64e Sukristovas · 87e Žuta (en) | Spectateurs : 4 000 Arbitrage : Karol Ihring | Spectateurs : 4 000 Arbitrage : Karol Ihring |

| 25 mars 1995 | Croatie                                    | 4 - 0 | Ukraine | Stade Maksimir, Zagreb                             |                                                    |
|              | Boban 13e · Šuker 21e 79e · Prosinečki 71e |       |         | Spectateurs : 11 156 Arbitrage : Hans-Jürgen Weber | Spectateurs : 11 156 Arbitrage : Hans-Jürgen Weber |

| 25 mars 1995 | Italie                                      | 4 - 1 | Estonie  | Stade Arigis, Salerne                           |                                                 |
|              | Zola 4e 67e · Albertini 59e · Ravanelli 84e |       | 71e Reim | Spectateurs : 38 000 Arbitrage : Roger Philippi | Spectateurs : 38 000 Arbitrage : Roger Philippi |

| 29 mars 1995 | Lituanie | 0 - 0 | Croatie | Stade Žalgiris (en), Vilnius                |
|              |          |       |         | Spectateurs : 9 500 Arbitrage : Keith Burge |

| 29 mars 1995 | Ukraine | 0 - 2 | Italie                  | Stade olympique, Kiev                        |                                              |
|              |         |       | 12e Lombardo · 38e Zola | Spectateurs : 22 000 Arbitrage : Sándor Puhl | Spectateurs : 22 000 Arbitrage : Sándor Puhl |

| 29 mars 1995 | Slovénie                                 | 3 - 0 | Estonie | Stadion Ljudski vrt, Maribor                       |                                                    |
|              | Zahovič 40e · Gliha 52e · Kokol (en) 90e |       |         | Spectateurs : 1 850 Arbitrage : José Mendes Pratas | Spectateurs : 1 850 Arbitrage : José Mendes Pratas |

| 26 avril 1995 | Estonie | 0 -1 | Ukraine      | Stade de Kadrioru, Talinn                    |                                              |
|               |         |      | 17e Huseynov | Spectateurs : 1 100 Arbitrage : Tore Hollung | Spectateurs : 1 100 Arbitrage : Tore Hollung |

| 26 avril 1995 | Lituanie | 0 -1 | Italie   | Stade Žalgiris (en), Vilnius                     |                                                  |
|               |          |      | 11e Zola | Spectateurs : 15 000 Arbitrage : James McCluskey | Spectateurs : 15 000 Arbitrage : James McCluskey |

| 26 avril 1995 | Croatie                    | 2 - 0 | Slovénie | Stade Maksimir, Zagreb                       |                                              |
|               | Prosinečki 17e · Šuker 90e |       |          | Spectateurs : 14 059 Arbitrage : Oğuz Sarvan | Spectateurs : 14 059 Arbitrage : Oğuz Sarvan |

| 7 juin 1995 | Lituanie                          | 2 - 1 | Slovénie  | Stade Žalgiris (en), Vilnius                  |                                               |
|             | Stonkus (en) 47e · Šuika (en) 72e |       | 82e Gliha | Spectateurs : 2 600 Arbitrage : László Vágner | Spectateurs : 2 600 Arbitrage : László Vágner |

| 11 juin 1995 | Estonie  | 1 - 3 | Slovénie                    | Stade de Kadrioru, Talinn                   |                                             |
|              | Reim 27e |       | 38e 69e Novak · 79e Zahovič | Spectateurs : 1 100 Arbitrage : Paul Durkin | Spectateurs : 1 100 Arbitrage : Paul Durkin |

| 11 juin 1995 | Ukraine               | 1 - 0 | Croatie | Stade olympique, Kiev                              |                                                    |
|              | Kalitvintsev (en) 13e |       |         | Spectateurs : 8 500 Arbitrage : Kurt Röthlisberger | Spectateurs : 8 500 Arbitrage : Kurt Röthlisberger |

| 16 août 1995 | Estonie | 0 - 1 | Lituanie               | Stade de Kadrioru, Talinn                         |                                                   |
|              |         |       | 48e Maciulevičius (en) | Spectateurs : 1 750 Arbitrage : Karl-Erik Nilsson | Spectateurs : 1 750 Arbitrage : Karl-Erik Nilsson |

| 3 septembre 1995 | Croatie                                                                 | 7 - 1 | Estonie  | Stade Maksimir, Zagreb                    |                                           |
|                  | Mladenović 7e · Šuker 19e 58e 89e · Bokšić 29e · Boban 42e · Štimac 56e |       | 17e Reim | Spectateurs : 8 653 Arbitrage : Aron Huzu | Spectateurs : 8 653 Arbitrage : Aron Huzu |

| 6 septembre 1995 | Italie        | 1 - 0 | Slovénie | Stade Friuli, Udine                              |                                                  |
|                  | Ravanelli 13e |       |          | Spectateurs : 18 532 Arbitrage : Ladislav Gadoši | Spectateurs : 18 532 Arbitrage : Ladislav Gadoši |

| 6 septembre 1995 | Lituanie               | 1 - 3 | Ukraine                      | Stade Žalgiris (en), Vilnius                   |                                                |
|                  | Maciulevičius (en) 17e |       | 66e 70e Huseynov · 83e Husin | Spectateurs : 6 000 Arbitrage : Brendan Shorte | Spectateurs : 6 000 Arbitrage : Brendan Shorte |

| 8 octobre 1995 | Croatie          | 1 - 1 | Italie        | Stade de Poljud, Split                          |                                                 |
|                | Šuker 48e (pen.) |       | 29e Albertini | Spectateurs : 30 255 Arbitrage : Jaap Uilenberg | Spectateurs : 30 255 Arbitrage : Jaap Uilenberg |

| 11 octobre 1995 | Lituanie                                                                      | 5 - 0 | Estonie | Stade Žalgiris (en), Vilnius                    |                                                 |
|                 | Maciulevičius (en) 8e · Šuika (en) 13e 39e · Šlekys (en) 44e · Ivanauskas 61e |       |         | Spectateurs : 2 500 Arbitrage : Didier Pauchard | Spectateurs : 2 500 Arbitrage : Didier Pauchard |

| 11 octobre 1995 | Slovénie                     | 3 - 2 | Ukraine                     | Stade de Bežigrad, Ljubljana                |                                             |
|                 | Udovič 50e 90e · Zahovič 73e |       | 24e Skripnik · 44e Huseynov | Spectateurs : 2 750 Arbitrage : Alain Hamer | Spectateurs : 2 750 Arbitrage : Alain Hamer |

| 11 novembre 1995 | Italie                          | 3 - 1 | Ukraine     | Stade San Nicola, Bari                              |                                                     |
|                  | Ravanelli 21e 49e · Maldini 53e |       | 18e Polunin | Spectateurs : 43 399 Arbitrage : Serge Muhmenthaler | Spectateurs : 43 399 Arbitrage : Serge Muhmenthaler |

| 15 novembre 1995 | Slovénie  | 1 - 2 | Croatie                         | Stade de Bežigrad, Ljubljana                 |                                              |
|                  | Gliha 36e |       | 40e (pen.) Šuker · 55e Jurčević | Spectateurs : 6 800 Arbitrage : Guy Goethals | Spectateurs : 6 800 Arbitrage : Guy Goethals |

| 15 novembre 1995 | Italie                           | 4 - 0 | Lituanie | Stade Giglio, Reggio d'Émilie                     |                                                   |
|                  | Del Piero 52e · Zola 66e 80e 83e |       |          | Spectateurs : 22 272 Arbitrage : Manuel Díaz Vega | Spectateurs : 22 272 Arbitrage : Manuel Díaz Vega |